# Línea 905 (Argentina)
La línea 905 de autobuses fue una línea de transporte automotor interprovincial que ofrecía servicios en el Alto Valle del Río Negro, conectando las ciudades de Neuquén y Cipolletti. Fue operada por la Empresa de Ómnibus Alto Valle SA -EOAVSA-.

## Recorrido
Véase Línea 911.
Véase Línea 914.